# Belkin
Belkin International, Inc. — американская компания по производству бытовой электроники и сетевых устройств со штаб-квартирой в Эль-Сегундо, Калифорния. Она производит мобильные и компьютерные кабели и периферийные устройства для потребительского и коммерческого использования. К ним относятся беспроводные зарядные устройства, пауэрбанки, зарядные кабели, кабели для передачи данных, аудио- и видеоадаптеры, наушники, наушники-вкладыши, умные колонки, защитные экраны, сетевые фильтры, Wi-Fi роутеры, продукты для умного дома, дезинфекторы для электронных устройств, док-станции и концентраторы данных, сетевые переключатели, KVM-переключатели и сетевые кабели.
Название компании складывается из фамилий её основателей — Стив Беллоу и Чет Пипкин.

## История
Компания была основана в 1983 году в Хоторне и дважды входила в список 500 самых быстрорастущих частных компаний в США, публикующийся журналом Inc.. Главные офисы компании находятся по всему миру, в частности в Великобритании, Нидерландах, Гонконге и Австралии.
В 2003 году Belkin представил уникальное устройство Nostromo SpeedPad n52, сочетающее в себе функциональность джойстика и клавиатуры одновременно. С 2002 года компания является одним из самых успешных производителей аксессуаров для iPod.
В 2015 году Чет Пипкин вошёл в глобальный список миллиардеров.
Belkin является материнской компанией для продуктов и услуг под брендами Linksys и WeMo, а также компании по управлению водоснабжением «умного дома» Phyn. В 2016 году компания Belkin была приобретена Foxconn, крупнейшим поставщиком услуг по производству электроники. Сейчас она работает как независимая дочерняя компания.